# Libius Severus
 (avril 2009).
Si vous disposez d'ouvrages ou d'articles de référence ou si vous connaissez des sites web de qualité traitant du thème abordé ici, merci de compléter l'article en donnant les références utiles à sa vérifiabilité et en les liant à la section « Notes et références ».
Libius Severus ou Sévère III (en latin : Flavius Libius Severus Serpentius Augustus), né en Lucanie vers 420 et mort le 15 septembre 465, était l'empereur romain d'Occident du 19 novembre 461 à sa mort.

## Biographie
Il est nommé empereur le 19 novembre 461 par le patrice (maître de la milice) Ricimer (405-472), mais n'est pas reconnu par l'empereur d'Orient, ni par les Romains de Dalmatie ou de Gaule, qui font presque sécession. Tout le pouvoir est exercé par Ricimer.
Il meurt le 15 septembre 465, après un règne si inexistant qu'aucun successeur immédiat ne lui est nommé. Après un interrègne de deux ans, l'empereur de Constantinople propose Anthémius (467-472).